# Little Bavington
Little Bavington är en ort i civil parish Bavington, i grevskapet Northumberland i England. Orten är belägen 16 km från Hexham. Little Bavington var en civil parish 1866–1958 när det uppgick i Bavington. Civil parish hade 43 invånare år 1951.